# 山田昌俊
山田 昌俊（やまだ まさとし、1949年 - ）は、日本の教育者、学校経営者。初代の才教学園小学校・中学校校長、および学校法人才教学園理事長であった。

## 来歴
長野県生まれ。東京都や千葉県で、高校教員として勤務した後、イギリスで日本人学校の開設に関わる。
1989年、松本市に学習塾である開智学園を設立。さらに、2000年に設立したNPO法人・児童生徒教育支援協会を母体とし、構造改革特区の制度も利用して、2005年に才教学園小学校・中学校を開校した。
山田は「子どもにはみな、高い志を育む生命力が備わっている」として「志」を育む「志教育」を提唱し、才教学園においても「世のため人のために生きよう」「自分を犠牲にしてでもやることがある」と教えることを重視した。
2013年8月に、才教学園小学校・中学校における複数の教育職員免許法違反が明らかになった際、山田は記者会見で「優秀な人物である教頭に全て任せていたがチェックが甘かった」と述べ、その後も「小中一貫校だから、いいんじゃないか、と甘い認識だった」、「（8月）21日に県警の家宅捜索を受けて初めて、悪質なことだとわかった」と事態への認識が甘かったことを認めた。山田はこの一件による過労で体調を崩して入院したが、9月2日の始業式には出席し、挨拶の中で「このような事態に陥った責任は、私にあります」と謝罪したという。
同年9月3日の才教学園理事会では、一連の教育職員免許法違反を踏まえ、山田の理事長権限を停止し、理事長代行を置く決定を行なった。その後の警察による任意の事情聴取において、山田が違法性の認識があったことを認めたと報じられた。才教学園は、10月11日の理事会で、山田を含む理事全員が退任し、新たに7人の理事会を構成したが、これにより山田は理事長、校長をいずれも退任することとなった。

## 著書
- 「志教育」の秘密 : 学力も人間力もぐんぐん伸びる、総合法令出版、2011年